# اوستاریتس الدکوئوتالورا
اوستاریتس الدکوئوتالورا (انگلیسی: Ustaritz Aldekoaotalora؛ زادهٔ ۱۶ فوریهٔ ۱۹۸۳) بازیکن فوتبال اهل اسپانیا است.
از باشگاه‌هایی که در آن بازی کرده‌است می‌توان به باشگاه فوتبال پنافیل، باشگاه فوتبال رئال بتیس، باشگاه فوتبال اتلتیک بیلبائو، باشگاه فوتبال اروکا، باشگاه فوتبال دینامو تفلیس، و باشگاه فوتبال اتلتیک بیلبائو بی اشاره کرد.